# Feliks Ėdmundovič Dzeržinskij
Feliks Ėdmundovič Dzeržinskij (in russo Феликс Эдмундович Дзержинский?, in polacco: Feliks Dzierżyński, e nei paesi anglofoni: Felix Dzerzhinsky; Ivjanec, 11 settembre 1877 – Mosca, 20 luglio 1926) è stato un politico e rivoluzionario sovietico.
È principalmente noto per essere stato il fondatore e il primo direttore della Čeka, la polizia segreta sovietica che diresse negli anni successivi alla guerra civile russa.

## Biografia

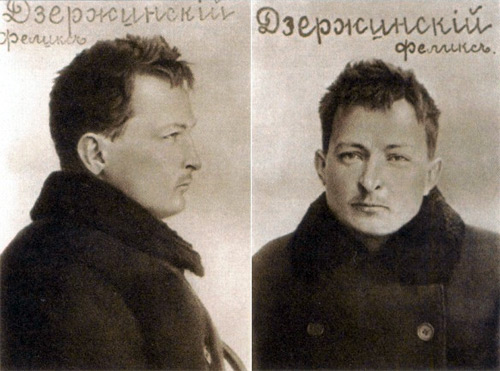
Feliks Dzeržinskij arrestato dall'Ochrana nel 1902.

Nato in una famiglia dell'aristocrazia polacca, presso la tenuta di famiglia "Dzeržinovo", a circa 15 km di distanza dalla piccola città di Ivjanec, situata nella regione di Minsk, all'interno dell'ex Impero russo (odierna Bielorussia), Dzeržinskij aderì giovanissimo al marxismo e venne espulso da tutte le scuole di Vilnius nel 1896 per "propaganda rivoluzionaria". Fondatore, membro ed attivista di numerosi gruppi di estrema sinistra, passò undici anni della sua vita in prigione: ad esempio fu deportato in Siberia dal 1897 al 1900 su ordine della polizia zarista.
Evaso dal confino siberiano, nel 1901 si trasferì a Berlino, salvo poi tornare in patria nel 1905 per prendere parte alla sollevazione dello stesso anno: fu per questo nuovamente arrestato, rilasciato nel 1910 e ancora imprigionato (stavolta per un periodo brevissimo); dal 1912 fino alla fine dei suoi giorni soggiornò a Mosca: nella capitale russa aderì al bolscevismo.
Dal 1917 al 1918, dopo il successo della Rivoluzione russa di cui fu entusiasta sostenitore, divenne il capo della Čeka, la polizia politica dei bolscevichi, che si trasformò successivamente in GPU. Dapprima fu un grande amico nonché collega di Lenin (che lo scelse come Ministro dell'Interno e delle comunicazioni, cariche che ricoprì dal 1921 al 1924) e dopo la morte di quest'ultimo si schierò dalla parte di Stalin e morì proprio mentre stava pronunciando un discorso contro l'opposizione trockijsta.
Le sue caratteristiche di onestà personale e incorruttibilità, insieme all’adesione incondizionata all'ideologia bolscevica, gli valsero un rapido riconoscimento e l’attribuzione del soprannome "Feliks di Ferro" (in russo Желе́зный Фе́ликс?).
Victor Serge lo descrive così: “idealista probo, implacabile e cavalleresco, dal profilo emaciato da inquisitore, fronte grande, naso ossuto, baffi ruvidi, un viso che esprime stanchezza e durezza. Il partito aveva pochi uomini di questa tempra”.

### La creazione della polizia segreta
Lenin considerava Dzeržinskij un eroe della Rivoluzione e lo designò per organizzare la lotta contro i «nemici interni». Dzeržinskij espose il proprio credo in una riunione del Sovnarkom nel 1918: «Non crediate che io ricerchi le forme per una giustizia rivoluzionaria: attualmente siamo impegnati in un corpo a corpo fino alla morte, fino alla fine! Io propongo, esigo l'organizzazione della repressione rivoluzionaria contro gli agenti della controrivoluzione» . Il 20 dicembre 1917, il Consiglio dei commissari del popolo fonda la ‘‘Večeka’’, acronimo di «Commissione straordinaria panrussa per combattere la controrivoluzione e il sabotaggio» (più conosciuta come Čeka, pronuncia delle due lettere ЧК, abbreviazione di чрезвычайная комиссия - črezvyčajnaja komissija, "Commissione straordinaria", in russo).
Quando la guerra civile investe tutto il Paese, Dzeržinskij organizza reparti di sicurezza interna per rafforzare l'autorità delle sue milizie. Lenin gli accorda pieni poteri per la lotta contro le opposizioni (liberali, anarchiche, agrarie o nazionaliste). Questa lotta si concretizza nella soppressione della libertà di stampa (furono chiusi d’autorità tutti gli organi di stampa non bolscevichi, ossia il 95% della stampa russa) e nello scioglimento di tutti i partiti politici a parte il Partito Comunista costituito nel 1918 dai bolscevichi.
Durante la guerra civile, che causò tra 3 e 10 milioni di morti, secondo un calcolo che comprende le vittime delle carestie, Dzeržinskij si distingue per la determinazione implacabile nell’affrontare le situazioni più difficili . È considerato uno degli artefici principali del sistema repressivo noto come Terrore rosso . Sotto la direzione di Dzeržinskij, in un contesto di guerra civile e di repressione generalizzata di ogni opposizione, la Čeka pratica su larga scala arresti arbitrari, torture ed esecuzioni sommarie .
Dzeržinskij partecipa anche al dibattito nella direzione del partito. Contrario al trattato di Brest-Litovsk, si oppone con violenza a Lenin, fino a chiedere la sua destituzione. All'inizio politicamente vicino a Lev Trockij, si avvicina a Stalin a partire dal 1921 in occasione della «Questione georgiana», quando Lenin considera Stalin e Dzeržinskij responsabili della brutale politica di russificazione . Sostiene Stalin nella lotta contro l'opposizione dopo l'elezione a segretario generale del partito nel 1922, convinto com'era che nel partito non si potesse ammettere alcuna forma di democrazia senza mettere in pericolo l'esistenza stessa del Partito.
La Čeka (dopo il 1923 "GPU", sezione della NKVD ), invia continuamente nei campi di concentramento i «nemici del popolo», definizione abbastanza vaga da poter comprendere chiunque fosse considerato un potenziale nemico del regime.

### Influenza crescente e morte improvvisa
Dopo la fine della guerra civile russa, la Čeka si trasforma in GPU, una sezione del Ministero degli interni (NKVD). Dal 1921 al 1924, Dzeržinskij cumula gli incarichi di commissario del popolo agli interni, di responsabile della GPU e di presidente del Consiglio superiore dell'economia nazionale o Vesencha ruolo cui fu nominato il 31 gennaio 1924. In questa posizione fu uno degli artefici della Nuova Politica Economica (NEP) decisa da Lenin per ridare slancio ad una economia stremata da sette anni di guerra.
Nikolaj Valentinov, nelle memorie sul suo lavoro alla Vesencha, descrive Feliks Dzeržinskij come un dirigente calmo e ragionevole, che cercava di non terrorizzare i suoi collaboratori pur sapendo dare prove di fermezza: «Applicherò i principi del piano con mano di ferro. Molti sanno che ho una mano pesante che può colpire duro. Non permetterò che il lavoro sia fatto come è stato fatto sinora, cioè in modo anarchico .» Dopo la morte di Lenin nel gennaio 1924 Dzeržinskij mantenne la sua posizione di sostegno alla politica di Stalin. Il 20 luglio 1926 morì improvvisamente per un attacco cardiaco, dopo una tempestosa riunione del Comitato Centrale nella quale, visibilmente piuttosto malato, aveva pronunciato un violento discorso contro Trotsky, Kamenev e Pjatakov, avversari di Stalin.

## Eredità culturale
Davanti alla Lubjanka, ovvero il futuro palazzo del KGB, sorgeva una grande statua raffigurante Dzeržinskij che venne però abbattuta dopo il fallimento del tentativo di colpo di Stato dell'agosto 1991. L'abbattimento della statua del fondatore della polizia segreta sovietica fu messo in opera, con l'aiuto di due gru, tra una folla festosa sventolante la nuova bandiera bianca blu e rossa a strisce orizzontali della Federazione Russa, utilizzata proprio dall'agosto 1991 e che aveva sostituito quella in uso durante il periodo dell'URSS, la bandiera rossa con falce e martello . Nella stessa piazza aveva sede la fabbrica, da lui fondata, delle calcolatrici meccaniche "Feliks", le più diffuse nell'URSS prima dell'avvento dell'elettronica. Anch'esse erano chiamate "Feliks di Ferro".
Ancora, ad esempio, il punto più alto della Bielorussia, il monte Dzeržinskij, nonché le città ucraine di Dniprodzeržyns'k e Dzeržyns'k (nomi che hanno mantenuto fino al 2016) vennero così chiamati in suo onore. Il centro abitato di Aygevan (in Armenia), fondato nel 1946, fu chiamato in suo onore Dzeržinskij fino al 1991.